# Obwodnica Wodzisławia Śląskiego

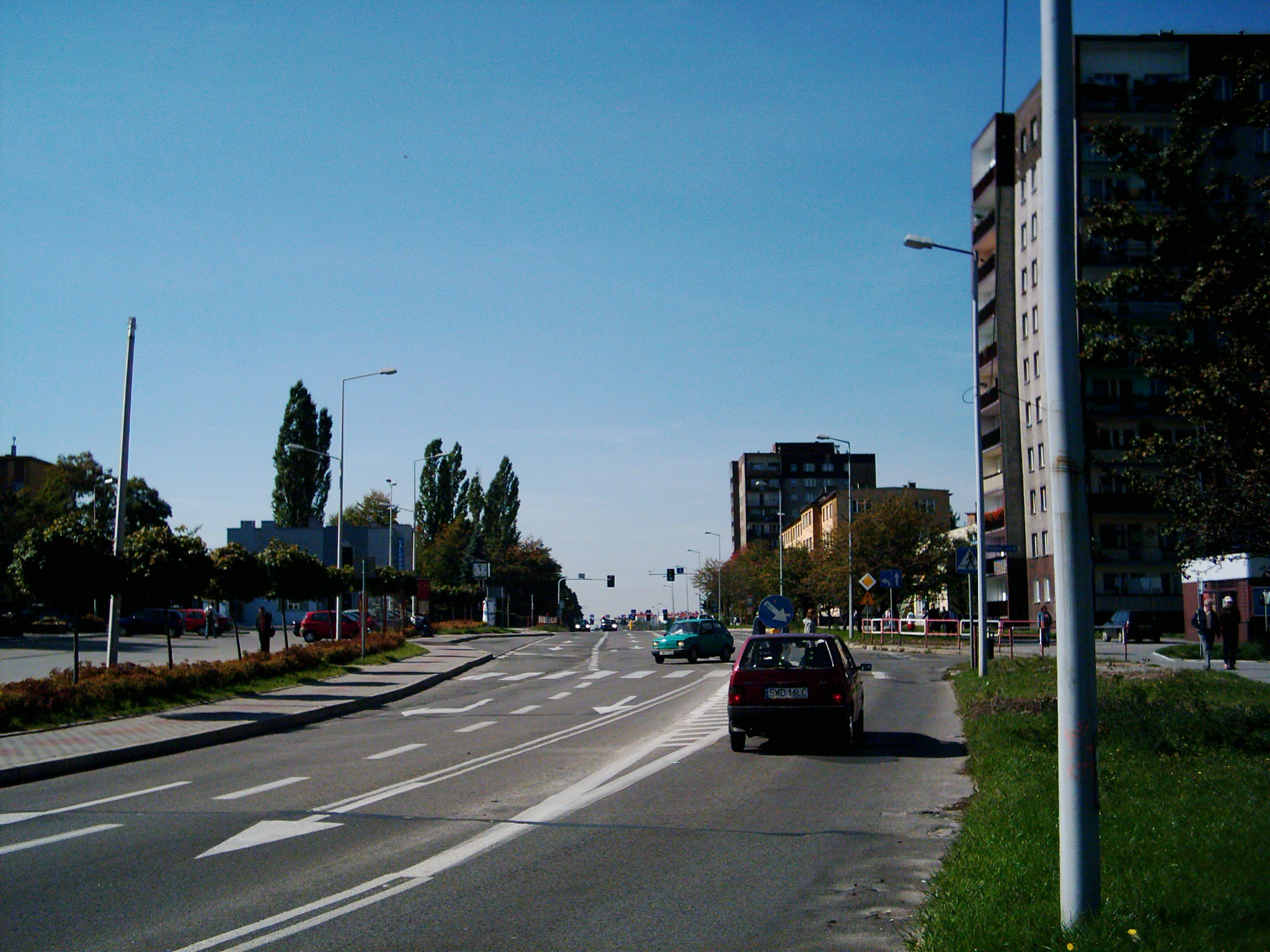
Odcinek ulicy 26 marca przed remontem

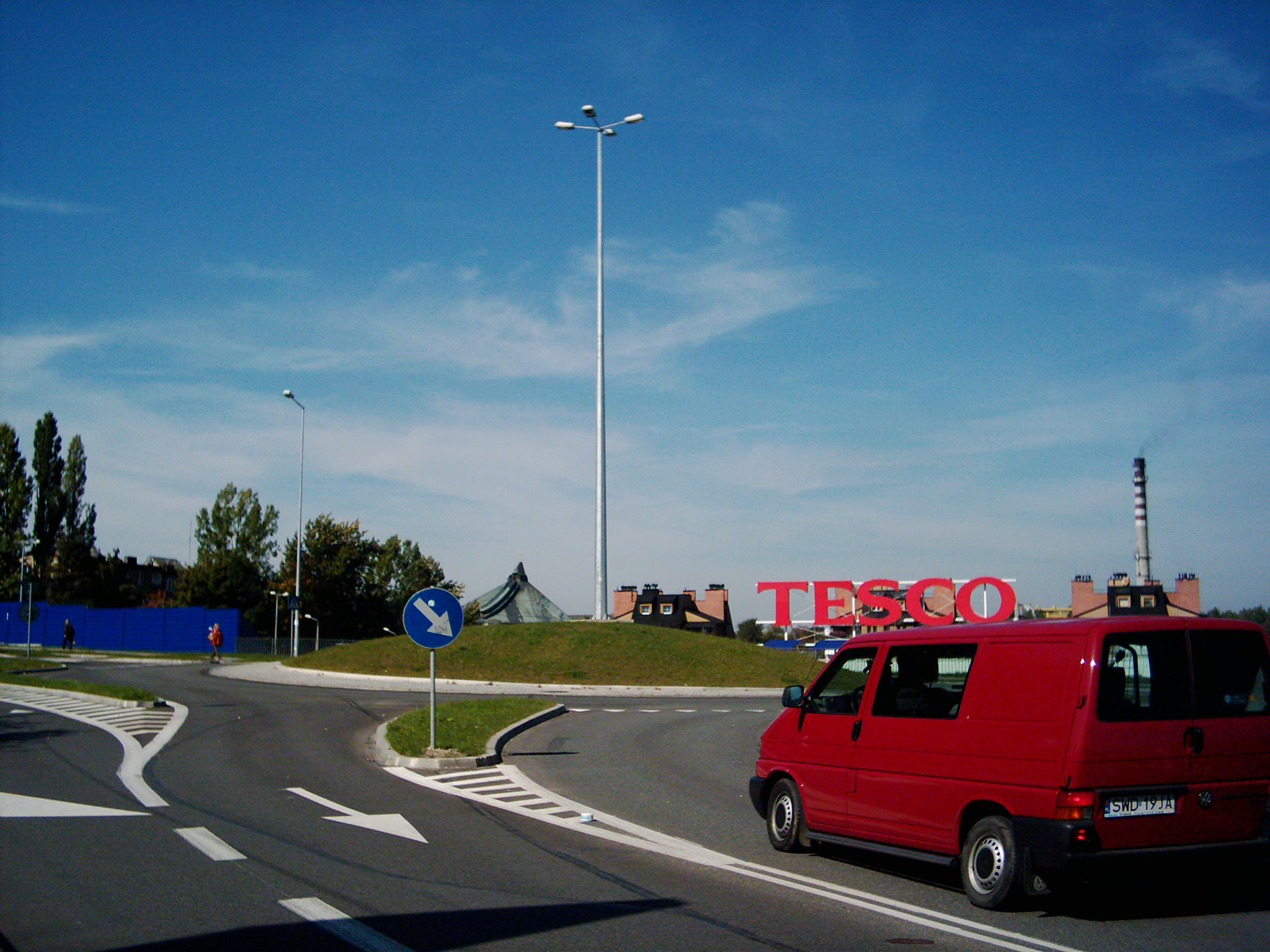
Rondo Sallumines

Obwodnica miejska tzw. „Droga Zbiorcza” – obwodnica w Wodzisławiu Śląskim przebiegająca ulicami: Matuszczyka – 26 Marca (od DW933 na Matuszczyka do ronda Sallaumines) i od ronda Sallaumines (przy Tesco), do DK78 (rondo Europejskie), następnie przebiegając nad torami kolejowymi, łączy się z ulicami Marklowicką i Łużycką (DW932).
Obwodnica pozwola przedostać się z ul. Pszowskiej (DW933) do ul. Marklowickiej (DW932) omijając centrum miasta, a także pozwala skrócić dojazd do DW932 z rejonu Nowego Miasta i osiedli XXX Lecia-Piastów-Dąbrówki, omijając DW933 oraz rondo 750 lecia miasta.

## Budowa drogi
Budowę obwodnicy rozpoczęto w kwietniu 2010 i podzielono na 2 etapy, które zakładały budowę nowej drogi zbiorczej oraz przebudowę ul. 26 Marca w Wodzisławiu Śląskim.

### Etap I
I etap budowy tzw. obwodnicy wewnętrznej Wodzisławia Śląskiego, obejmował przebudowę wiaduktu zlokalizowanego w ciągu ulicy Matuszczyka oraz budowę odcinka drogi (ponad 700 m) łączącej drogę gminną (ul. 26 Marca) z drogą krajową DK78 (ul. Rybnicka).
Ponadto do Etapu I (zadanie 5) była zaliczana przebudowa ul. 26 Marca w Wodzisławiu Śląskim, która rozpoczęła się w połowie 2012 roku, jednakże jest traktowana jako osobny projekt.

### Etap II
Obejmował budowę drogi o długości 0,449 km łączącej DK78 (ul. Rybnicka) z DW932 (skrzyżowanie ul. Marklowickiej i Łużyckiej) oraz budowę wiaduktu nad torami kolejowymi. Wraz z I etapem obwodnica ma za zadanie uzupełnienie kluczowej sieci dróg pomiędzy DW933 (ul. Pszowska), DK78 (ul. Rybnicka) i DW932 (ul. Marklowicka) oraz poprawę komunikacji w rejonie Nowego Miasta. Zakończenie prac było przewidziane na sierpień 2012. Nowy wiadukt łączący DK78 z DW932 oddano 4 miesiące przed przewidzianym terminem – 11 maja 2012.
Całkowity koszt obwodnicy to ponad 62 mln zł.